# Steinfeld (Schleswig)
Pour les articles homonymes, voir Steinfeld.
Steinfeld (en danois: Stenfelt) est une municipalité allemande située dans le land du Schleswig-Holstein et dans l'arrondissement de Schleswig-Flensbourg. En 2015, sa population est de 767 habitants.